# Apamea shibuyae
Apamea shibuyae är en fjärilsart som beskrevs av Matsumura 1925. Apamea shibuyae ingår i släktet Apamea och familjen nattflyn. Inga underarter finns listade i Catalogue of Life.